# Albatros B.I
Albatros B.I byl německý vojenský dvoumístný průzkumný dvouplošník navržený v roce 1913, a který zažil službu během počátku 1. světové války.

## Vývoj a popis
Letoun Albatros B.I byl dvoumístný dvouplošník klasické konstrukce. Ve dvou oddělených kokpitech seděl pozorovatel (vpředu) a pilot (vzadu). Letoun nenesl žádnou výzbroj. Byla postavena i plováková verze s označením W.I.

## Operační historie
Letouny Albatros B.I byly staženy ze služby v první linii v roce 1915, ale jednotlivé letouny sloužily jako cvičná letadla po zbytek 1. světové války.

## Dochované letouny
Jeden dochovaný letoun je umístěn v Heeresgeschichtliches Museum ve Vídni.

## Specifikace (B.I)
Technické údaje pocházejí z publikace „German aircraft of the First World War“.

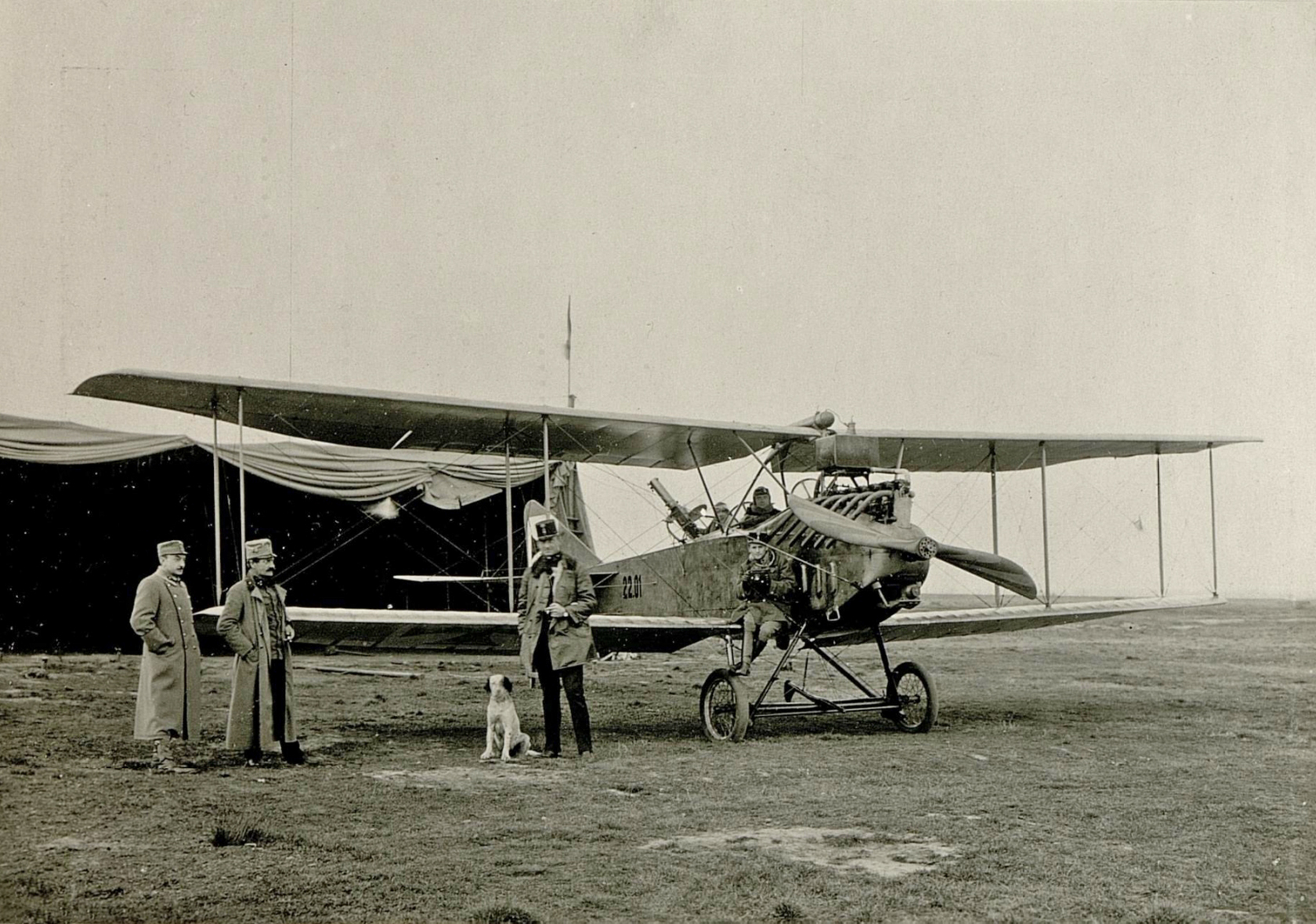
Albatros B.I(Ph)

### Technické údaje
- Posádka: 2 (pilot, pozorovatel)
- Rozpětí: 14,48 m
- Délka: 8,57 m
- Výška: 3,15 m
- Nosná plocha: 43 m²
- Plošné zatížení: ? kg/m²
- Prázdná hmotnost: 747 kg
- Vzletová hmotnost: 1 080 kg
- Pohonná jednotka: 1× řadový motor Mercedes D.I
- Výkon pohonné jednotky: 100 k (75 kW)

### Výkony
- Cestovní rychlost: ? km/h ve výšce ? m
- Maximální rychlost: 105 km/h (65 mph) ve výšce ? m
- Dolet: 650 km
- Dostup: ? m
- Stoupavost: 1,333 m/s (262 stop/min)

## Uživatelé
Rakousko-Uhersko
- k.u.k. Luftfahrtruppen

 Bulharsko
- Bulharské letectvo

 Německá říše
- Luftstreitkräfte
- Kaiserliche Marine

 Nizozemsko
- Nizozemské královské letectvo

 Polsko

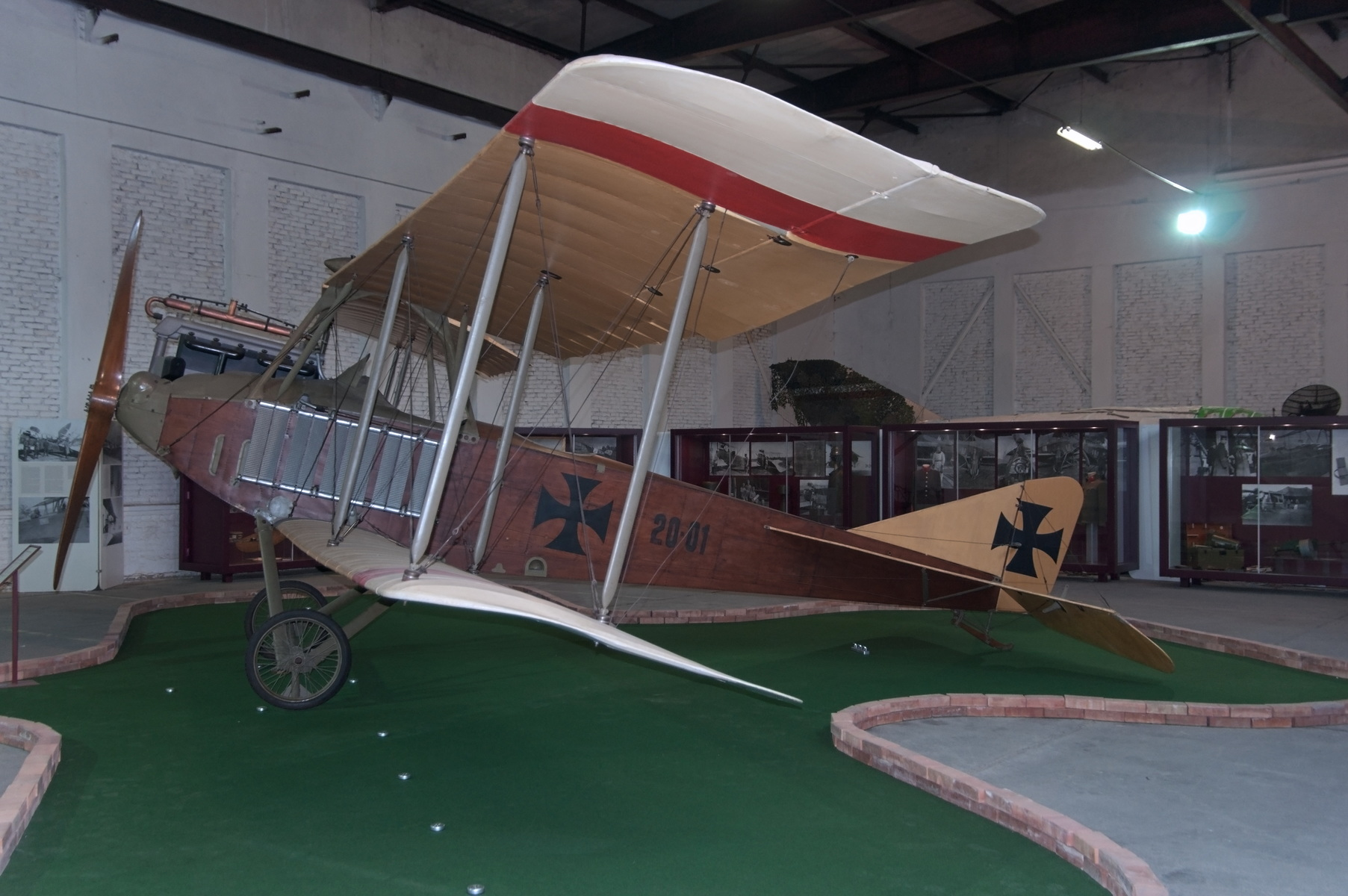
Albatros B.I

- Polské letectvo – používalo letouny po 1. světové válce

 Turecko
- Osmanské vzdušné síly

#### Související vývoj
- Albatros B.II
- Albatros B.III
- Albatros C.III
- Lebeď XI
- Lebeď XII

#### Podobná letadla
- Royal Aircraft Factory B.E.2